# Gilbert de Meaux
Pour les articles homonymes, voir Gilbert et Saint Gilbert.
Gilbert de Meaux, ou Gislebert, mort le 13 février 1009, est évêque de Meaux de 995 à 1009 et ensuite vénéré comme un saint.

## Biographie
Gilbert ou Gislebert serait issu d'une famille noble du Vermandois,. 
Il est chanoine de la collégiale de Saint-Quentin, puis archidiacre de l'évêque de Meaux Archanrad ou Erchanrad, auquel il succède en 995. 
En 1105, il donne au chapitre de Meaux des revenus tirés de la petite abbaye Saint-Rigomer, située dans un faubourg de Meaux. Il est ainsi un des premiers évêques de France à constituer une mense capitulaire distincte de la mense épiscopale.
Il prend part au concile de Chelles de 1008 et meurt le 13 février 1009 (ou 1010), assisté par l’archevêque de Sens Leothéric et par Fulbert de Chartres. 
Il est ensuite vénéré localement comme un saint, à la date du 13 février. Ses reliques subissent des translations en 1491 puis en 1545, avant d'être dispersées par les protestants en 1562.